# NGC 6130
NGC 6130 é uma galáxia espiral barrada (SBbc) localizada na direcção da constelação de Draco. Possui uma declinação de +57° 36' 54" e uma ascensão recta de 16 horas, 19 minutos e 33,5 segundos.
A galáxia NGC 6130 foi descoberta em 28 de Julho de 1886 por Lewis A. Swift.